# Ruralia
Ruralia est la revue de l’Association des ruralistes français. La revue a cessé de paraître en 2007.

## Présentation
Pluridisciplinaire, elle a pour but de favoriser la recherche et les échanges scientifiques tant nationaux qu’internationaux dans le domaine des sociétés rurales. Elle se propose en outre d’encourager le développement de ses activités par une décentralisation active en multipliant les contacts entre spécialistes des recherches sociales et les rapports avec ceux des domaines voisins, les praticiens, les services et organismes intéressés.
Ruralia est une publication semestrielle éditée de l’Association des ruralistes français. 
Elle est une revue pluridisciplinaire préoccupée de tous les aspects des sociétés rurales. Lieu d’information scientifique et de débat, elle est ouverte à tout auteur et ambitionne de rassembler chercheurs, institutions, praticiens et acteurs du rural français et étranger.
La revue est disponible sur le portail OpenEdition Journals ; elle est propulsée par le CMS libre Lodel. Ruralia propose sur son site l'intégralité des articles de ses numéros quatre ans après leur parution papier. Pour les livraisons les plus récentes, les comptes-rendus et les positions de thèse sont en ligne, de même que les résumés des articles.